# Раковица (Пиротско)
Раковица или Долна Раковица е бивше село в Пиротска каза, разселено около 1837 година. Намирало се е в днешното землище на село Крупъц, община Пирот.

## Местоположение
Селото е било разположено край днешния манастир „Свети Йован“, в землището на Крупъц, на пътя за Пирот. Долна Раковица се е намирала южно от село Горна Раковица, което по-късно също изчезва.

## История
Според някои автори името на селото не се среща в османски извори от ХVІІІ век и преди това. Други автори идентифицират споменатото в съкратен регистър на Пиротския кадилък от 1530 година Раковиче с това село. Раковица от регистъра има 18 домакинства, двама неженени жители и една вдовица.
Смята се, че през ХІХ век в Горна Раковица е съществувал турски чифлик, докато Долна Раковица е била свободно село. През 1837 година, в резултат на чумната епидемия, върлувала в региона, жителите на Долна Раковица се разбягват. Една част от тях отива в Горна Раковица, друга в селата Извор и Полска Ржана, а някои се заселват в напуснатия Омерспаин чифлик, намиращ се на северозападния край на Крупъц. По-късно и Горна Раковица запустява, като нейните жители също се заселват в Омерспаиния чифлик, т.е. в северната част на днешното село Крупъц. През ХХ век родовете от Раковица, преселени в Крупъц, са: Шиякови, Йолини, Пардини, Пужини, Велкови и Пунчини.
Жители на Раковица се заселват близо до Белград, в едноименно село, по-късно квартал на града. Йован Цвиич посочва Раковица като едно от шопските или торлашките села около Белград, запазили и в началото на ХХ век част от своите особености.
Раковица е опожарена от части на Хафъз паша по време на Априлското въстание, като са убити 36 жители.
През 60-те години на ХХ век сред жителите на селата Извор и Крупъц е жива паметта за разселеното село Раковица.